# Jimmy Breslin
James Earle Breslin (Nueva York, 17 de octubre de 1928-Ídem, 19 de marzo de 2017) fue un periodista y autor estadounidense, reconocido por haber escrito numerosas novelas y columnas, las cuales aparecieron regularmente en varios periódicos de su ciudad natal. Fue columnista habitual del periódico Newsday de Long Island hasta su jubilación el 2 de noviembre de 2004, aunque siguió publicando ocasionalmente artículos para el diario. Era conocido por sus columnas, que ofrecían un punto de vista comprensivo de la clase trabajadora de la ciudad de Nueva York y fue galardonado con el Premio Pulitzer en 1986 "por sus columnas, que defienden sistemáticamente a los ciudadanos corrientes".
Breslin falleció por neumonía el 19 de marzo de 2017 a los ochenta y ocho años.

## Obra

### Novela y no ficción
- 1962 Sunny Jim: The life of America's most beloved horseman, James Fitzsimmons
- 1963 Can't Anybody Here Play This Game?
- 1969 World of Jimmy Breslin
- 1969 The Gang That Couldn't Shoot Straight
- 1973 World without End, Amen
- 1976 How the Good Guys Finally Won
- 1978 .44
- 1983 Forsaking All Others
- 1986 Table Money
- 1988 He Got Hungry and Forgot His Manners
- 1988 The World According to Jimmy Breslin
- 1991 Damon Runyon: A Life
- 1997 I Want to Thank My Brain for Remembering Me: A Memoir
- 2002 American Lives: The Stories of the Men and Women Lost on September 11
- 2002 I Don't Want to Go to Jail: A Novel
- 2002 The Short Sweet Dream of Eduardo Gutierrez
- 2004 The Church That Forgot Christ
- 2005 America's Mayor: The Hidden History of Rudy Giuliani's New York
- 2007 America's Mayor, America's President? The Strange Career of Rudy Giuliani
- 2008 The Good Rat: A True Story
- 2011 Branch Rickey